# 順德聯誼總會翁祐中學

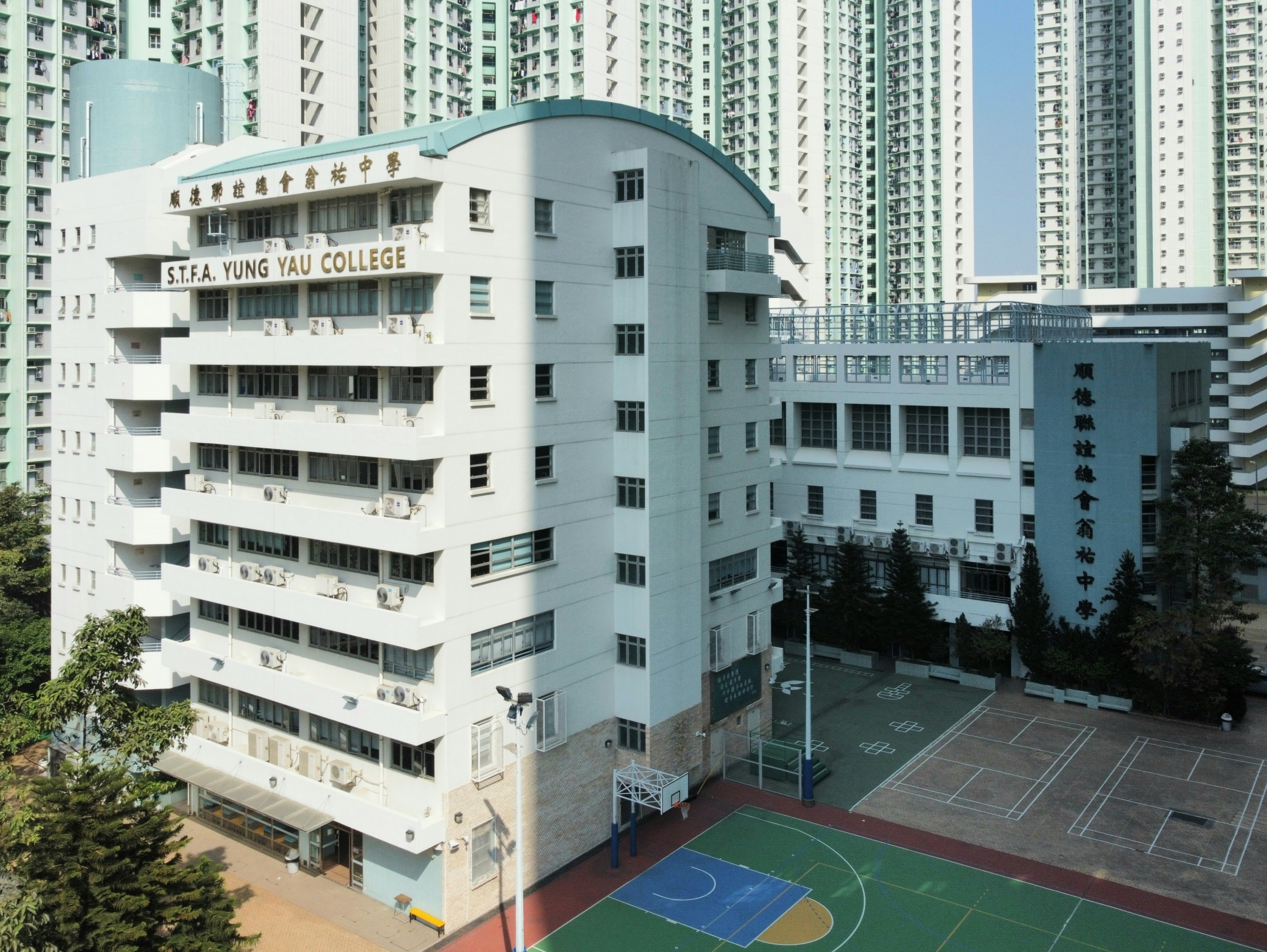
順德聯誼總會翁祐中學東南面

順德聯誼總會翁祐中學（英語：Shun Tak Fraternal Association Yung Yau College，簡稱翁中）為一所位於新界天水圍的中、英文中學，於2001年創校，為順德聯誼總會於香港所創立的第六間中學，校訓為「文、行、忠、信」。與相鄰的順德聯誼總會伍冕端小學為一條龍學校（均為千禧校舍），其大部份的學生來源皆是該小學。此校贊助人為翁祐博士，現任校長及副校長分別為譚莊陵女士和黎佩詩女士、阮啟棆先生，崔婉琪女士為助理校長，而上任（2014-2023）的校長為紀思輝博士。

## 學校概況
該校以中文授課，曾奪得香港青少年科技創新大賽、英特爾工程大獎賽及其他科學比賽的獎項，亦在立體動畫方面屢獲國際獎項，其中校友李安琪及校友林俊禧更於2010年獲香港天文學會會長楊光宇推薦以其二名字命名小行星，成為星之女及星之子。
而順德聯誼總會翁祐中學校名中所冠上的翁祐是指蜆殼電器製造廠東主兼總經理、東華三院總理翁祐。
該校分四學社：文社（紅色，Mind House）、行社（黃色，Heart House）、忠社（藍色，Truth House）、信社（橙色，Soul House）。

## 學校爭議
女同學遭非禮事件
TVB《東張西望》曾在2023年3月25日報道一宗13歲女童在天水圍校園慘遭男同學非禮案件，而且事發不只一次，男同學會拉扯受害女童入廁所，從後攬住她，更指下體「掂到後面」；女童情緒崩潰向家長哭訴，其後家長報案處理，不過之後校方卻反指家長「恐嚇」，更不斷催促女童學返學，事件後來引發社會關注。其後，警方沒有進一步跟進，事件不了了之。
訓導主任騷擾女學生
在2017年10月2日報道一宗天水圍一中學男教師涉非禮女學生案件，涉案男教師為天水圍順德聯誼總會翁祐中學訓導主任，除撫摸涉事女學生胸部，又發訊息要求該女生為他手淫及多次接獲男教師邀請到其家中作客的要求。警方同年5月時接獲轉介，懷疑一名15歲女童被人非禮，並在同月於元朗區拘捕一名42歲男子，涉嫌非禮及有犯罪或不誠實意圖而取用電腦，該名男子已獲准保釋候查，須於同年10月上旬向警方報到。但出事教師仍在新學年在該校任教直接同年10月被媒體報道才暫停職務。

## 開設科目
以下為2021至2022 學年開設的科目

### 中一至中三
- 中國語文
- 英國語文*
- 英國文學*
- 數學@
- 生活與社會
- 綜合科學@（中一至中二）
- 中國歷史
- 視覺藝術@
- 資訊及通訊科技@
- 普通話
- 日文
- 體育
- 音樂@
- 立體電腦動畫
- 經商@
- 商企財計@（中三）
- 物理@（中三）
- 化學@（中三）
- 生物@（中三）
- 經濟@（中三）
- 地理@（中三）
- 歷史@（中三）

（*者為英文授課、@按班別訂定教學語言）

### 中四至中六（新高一至新高三）

#### 必修科目
- 中國語文
- 英國語文*
- 數學@（按班別訂定教學語言）
- 通識教育
- 體育

#### 選修科目，課程
- 中國歷史
- 歷史
- 日文
- 經濟
- 地理
- 化學@
- 物理@
- 生物@
- 資訊及通訊科技
- 旅遊與款待
- 數學科延伸部分單元一（即數學科選修部分之微積分與統計）*
- 數學科延伸部分單元二（即數學科選修部分之代數與微積分）*
- 企業、會計與財務概論
- 健康管理與社會關懷
- 職業英語(應用學習課程)
- 資訊科技精要 Clap-Tech(應用學習課程)

（*者為英文授課、@按班別訂定教學語言）

## 學會
- 3D動畫學會[5]
- 中樂團
- 管弦樂團
- 香港海事青年團
- 香港少年領袖團
- 香港童軍
  - 童軍（香港童軍總會新界地域元朗東區1591旅）
  - 深資童軍（香港童軍總會新界地域元朗東區1591旅）
- 香港女童軍
- 公益少年團
- 少年警訊
- 社會服務團
- 視藝學會
- ICT

## 知名校友

### 大專界
- 李澤軒 前香港城市大學學生會會長（2016-2017）[6]

## 外部連結
- 順德聯誼總會翁祐中學網頁 （页面存档备份，存于）